# Вовчанський район
Вовча́нський райо́н — колишній район на північному сході Харківської області з адміністративним центром у місті Вовчанську. Було утворено у 1923 році на території колишнього Вовчанського повіту, сучасних меж набув у 1966 році. У 2020 році було скасовано. Населення району становить 47 948 (на 01 серпня 2013 року) осіб.

## Географія
Район розташований у північно-східній частині Харківської області. Межував на сході з Великобурлуцьким, на півдні з Печенізьким і Чугуївським, та на заході з Харківським районами області, а також Шебекінським та Волоконівським районами Білгородської області Росії (на півночі).
Загальна протяжність державного кордону з Росією становить 117,5 км.
За своєю територією район посідав друге місце в Харківській області: його площа становить 1 888,1 км² (6 % від загальної території області).
Територією району протікає 13 річок і розташоване водосховище. Основною водною артерією є річка Сіверський Донець, лівий приток річки Дон. У межах району її протяжність — 42 км, із них 35 — у верхній частині Печенізького водосховища. До Сіверського Дінця впадають річки Вовча, Розрита, Плотва, Хотімля, Пільна та Стариця. Загальна площа річок та водоймищ, включаючи Печенізьке водосховище, становить 6361 га.
У районі налічувалося 95 населених пунктів, із них: одне місто районного значення, три селища міського типу і 91 село. У районі 23 сільських та три селищні ради.

## Історія
Історичне минуле Вовчанщини багате на яскраві події.
Ще на початку XVII століття Дике Поле, яке утворилося на території Золотої Орди після нападу монголо-татар, починає заселятися. У 1639 році козаки, які прийшли з Піддніпрів'я, поселилися біля Чугуївської фортеці, а на Салтівському юрті утворили Чугуїв та Салтів. Це були перші козацькі слободи в нашому краї. А 1674 року козак Мартин Старочудний заснував слободу Вовчі Води. Тоді ж з'явилася перша згадка про поселення на Вовчих Водах, коли бєлгородський воєвода Ромадановський звернувся до царя Олексія Михайловича з проханням заснувати поселення для захисту від татар. Цар наказав заснувати поселення і скликати на проживання в ньому черкасів з Малоросії, а от росіян приймати було заборонено.
Коли наприкінці XVIII століття було утворено Слобідсько-Українську губернію з центром у Харкові, Вовчанський повіт включав 14 волостей і його населення становило понад 56 тис. осіб. У 1892 році повіт розділяється на три стани, мешканцями яких було вже понад 166 тис. осіб.
Згодом Вовчанщина зазнала і революційних подій, і лиха війни. 12 квітня 1923 року в Україні була проведена адміністративно-територіальна реформа, за якої Вовчанський повіт був розділений на 8 районів: Білоколодязький, Великобурлуцький, Вовчанський, Жовтневий, Печенізький, Рубіжненський, Хотомлянський та Шиповатський. Станом на 1 січня 1924 року населення Вовчанського району становило 27329 осіб.
Промисловість району почала розвиватися в другій половині XIX століття. 1865 року у Вовчанську працювало 2 цегляних заводи, паровий млин, спиртний, пивний, цукровий заводи та завод з вироблення сальних свічок. Росла торгівля та розвивалося ремісництво. Вже на початку минулого століття у Вовчанську почали працювати 2 олійних заводи та типографія. У 1927 році запрацювала фабрика з виготовлення хусток, у 1928 — ткацька фабрика, у 1930 — швейна фабрика, у 1937 — взуттєва фабрика.
Сільське господарство району теж має багату історію. Ще в роки Вовчанського повіту на кожну з 118 дворянський садиб припадало в середньому по 327 десятин, на селянський двір припадало по 7 десятин. У повіті також було 57 економій поміщиків, де сіяли буряки для цукрових заводів Гендрикова, «Ротермундт й Вейссе», Скалова та Ребендера. Вирощували наші земляки і зерно, і картоплю. В минули роки Вовчанщина була відома своїми ярмарками, на яких продавали свою продукцію і селяни, і ремісники, і промисловці.
Згідно з відомостями Вовчанської земської управи за 1900 р. в повіті було в обкладанні поземельними зборами 334 073 десятини доброї землі, в тому числі надільної селянської — 181 022 десятини, приватної — 153 051. Роки радянської влади відзначилися створенням колективних сільськогосподарських підприємств.
Роки німецько-радянської війни принесли розруху та тяжкі випробування мешканцям Вовчанщини. Понад 25 ти. людей з Вовчанського району пішли на фронт через примусову мобілізацію до Червоної армії, а додому з них повернулися лише 14 тисяч. Понад 11 тис. солдат та офіцерів Червоної армії загинули у воєнні роки на Вовчанській землі, захищаючи радянський тоталітарний окупаційний режим на українській землі.
Німецька окупація Вовчанського району почалася 10 червня 1942 року і тривала майже до кінця літа 1943 року. За цей період у районі було знищено 770 мирних жителів, 1700 вовчан було відправлено на примусові роботи до Німеччини. У цілому за роки війни району було нанесено збитків на суму більше мільярда карбованців у довоєнних цінах. 14 земляків—вовчан під час німецько-радянської війни отримали радянське звання Героїв Радянського Союзу.
У рамках загальнодержавної реформи децентралізації, яка стартувала в Україні у 2014 році з метою передачі більше повноважень і ресурсів на місцевий рівень, на території Вовчанського району відбулися суттєві адміністративні зміни. У 2015 році, відповідно до Закону України «Про добровільне об'єднання територіальних громад» та за рішенням місцевих рад, було утворено Старосалтівську об’єднану територіальну громаду — одну з перших в області. Громада включила в себе селище міського типу Старий Салтів (як її адміністративний центр) та низку сільських рад і населених пунктів, які добровільно об'єдналися в єдину адміністративну одиницю з власним бюджетом, виконавчим комітетом і новими повноваженнями в освітній, медичній, соціальній та інфраструктурній сферах. Створення ОТГ дало можливість місцевій владі самостійно розпоряджатися фінансовими ресурсами, планувати розвиток території, залучати інвестиції та реалізовувати інфраструктурні проєкти.
У 2020 році в Україні була проведена масштабна адміністративно-територіальна реформа, в результаті якої кількість районів у Харківській області скоротилася з 27 до 7. Вовчанський район як адміністративно-територіальна одиниця був ліквідований. Його територія увійшла до складу новоутвореного Чугуївського району з адміністративним центром у місті Чугуєві. На території колишнього Вовчанського району було сформовано дві спроможні територіальні громади:
- Вовчанська міська територіальна громада — з центром у місті Вовчанську;
- Старосалтівська селищна територіальна громада — з центром у смт Старий Салтів.

Ці громади стали основними адміністративними одиницями місцевого самоврядування, на які покладено основну відповідальність за розвиток територій, надання адміністративних та соціальних послуг, управління освітою, охороною здоров’я, комунальним господарством тощо.

## Адміністративний устрій
Район адміністративно-територіально поділявся на одну міську раду, три селищні ради та 23 сільських рад, які об'єднують 95 населених пунктів та підпорядковані Вовчанській районній раді.
Населені пункти, зняті з обліку:
- Бузове Друге
- Вільне
- Деревенське
- Максимівка
- Нежданівка
- Родники
- Солом'яне
- Цюрупа

## Населення
Розподіл населення за віком та статтю (2001):
| Стать | Всього | До 15 років | 15-24 | 25-44 | 45-64 | 65-85 | Понад 85 |
| --- | ------ | ----------- | ----- | ----- | ----- | ----- | -------- |
| Чоловіки | 24 922 | 4470        | 3329  | 7313  | 6539  | 3122  | 149      |
| Жінки | 29 633 | 4180        | 3265  | 7232  | 7852  | 6318  | 786      |
| \| Статево-вікова піраміда \| Статево-вікова піраміда \| Статево-вікова піраміда \| \| ----------------------- \| ----------------------- \| ----------------------- \| \| Чоловіки \| Вік \| Жінки \| \| 149 \| 85 + \| 786 \| \| 225 \| 80-84 \| 806 \| \| 641 \| 75-79 \| 1823 \| \| 1134 \| 70-74 \| 2122 \| \| 1122 \| 65-69 \| 1567 \| \| 1978 \| 60-64 \| 2781 \| \| 877 \| 55-59 \| 1153 \| \| 1788 \| 50-54 \| 1937 \| \| 1896 \| 45-49 \| 1981 \| \| 1977 \| 40-44 \| 2065 \| \| 1867 \| 35-39 \| 1838 \| \| 1703 \| 30-34 \| 1659 \| \| 1766 \| 25-29 \| 1670 \| \| 1498 \| 20-24 \| 1530 \| \| 1831 \| 15-20 \| 1735 \| \| 1966 \| 10-14 \| 1826 \| \| 1414 \| 5-9 \| 1360 \| \| 1090 \| 0-4 \| 994 \| |        |             |       |       |       |       |          |
| Статево-вікова піраміда |        |             |       |       |       |       |          |
| Чоловіки | Вік    | Жінки       |       |       |       |       |          |
| 149 | 85 +   | 786         |       |       |       |       |          |
| 225 | 80-84  | 806         |       |       |       |       |          |
| 641 | 75-79  | 1823        |       |       |       |       |          |
| 1134 | 70-74  | 2122        |       |       |       |       |          |
| 1122 | 65-69  | 1567        |       |       |       |       |          |
| 1978 | 60-64  | 2781        |       |       |       |       |          |
| 877 | 55-59  | 1153        |       |       |       |       |          |
| 1788 | 50-54  | 1937        |       |       |       |       |          |
| 1896 | 45-49  | 1981        |       |       |       |       |          |
| 1977 | 40-44  | 2065        |       |       |       |       |          |
| 1867 | 35-39  | 1838        |       |       |       |       |          |
| 1703 | 30-34  | 1659        |       |       |       |       |          |
| 1766 | 25-29  | 1670        |       |       |       |       |          |
| 1498 | 20-24  | 1530        |       |       |       |       |          |
| 1831 | 15-20  | 1735        |       |       |       |       |          |
| 1966 | 10-14  | 1826        |       |       |       |       |          |
| 1414 | 5-9    | 1360        |       |       |       |       |          |
| 1090 | 0-4    | 994         |       |       |       |       |          |

На 01 січня 2005 року у Вовчанському районі проживало 52,3 тис. осіб, із них: 29,5 тис. – міського населення і 22,8 тис. – сільського. Станом на 01 квітня 2005 року в районі проживало 16 770 пенсіонерів, що становить 32 % від загальної кількості населення. Щільність населення становить – 27,5 ос. на 1 км².
Станом на початок 2005 року народжуваність в районі на 1 000 ос. становила 8,5 ос., смертність відповідно — 22,6 ос.

### Національний склад населення
(за переписом 2001 року)
| Національність      | Кількість | Відсоток |
| ------------------- | --------- | -------- |
| українці            | 46451     | 85,4 %   |
| росіяни             | 6780      | 12,4 %   |
| вірмени             | 294       | 0,5 %    |
| білоруси            | 276       | 0,5 %    |
| цигани              | 211       | 0,4 %    |
| азербайджанці       | 97        | 0,2 %    |
| інші національності | 314       | 0,6 %    |

## Економіка

### Сільське господарство
Основною спеціалізацією району в сільському господарстві є рослинництво — 75,2 % від сільськогосподарського виробництва області, решту 24,8 % становить тваринництво. В рослинництві основними напрямками виробництва є вирощування зернових і технічних культур, у тваринництві — м'ясо та молоко.
Сільськогосподарськими угіддями в районі зайнято понад 138 тис. га, серед яких:
- 110,6 тис. га — ріллі;
- 17,1 тис. га — пасовища;
- 6,06 тис. га — сінокоси.
- 26,546 тисяч га. в районі займають ліси.

В районі працювало 42 агроформування та 107 фермерських господарств. За 2004 рік усі господарства району виробили валової продукції на суму 174,6 млн грн. у порівняних цінах, що на 14 % більше, ніж у 2003 році.
Досягненнями в сільському господарстві за останні 3 роки стали стабілізація роботи сільськогосподарських підприємств та збільшення кількості підприємств, що працюють прибутково. Якщо у 2003 році агроформування району в цілому мали мінусову рентабельність, то в 2004 — рентабельність склала 1,7 %. Крім того, за останні роки почала обновлятися матеріально-технічна база господарств, техніки було придбано на суму 12,4 млн грн. Досягненням є й те, що в районі зменшено кількість проблемних підприємств за рахунок інвестування, зміни засновників, орендарів земель тощо. Поступово збільшується кількість фермерських господарств, йде інтегрування сільськогосподарських підприємств із промисловими. Збільшується також і вкладення кредитних коштів у розвиток господарств району. У 2005 році вдалося отримати довгостроковий кредит на суму 800 тис. грн. і є перспектива отримати ще таких кредитів на суму близько 3 млн грн. Серед найрозвиненіших сільгосппідприємств — ПСП «Молнія» (Білецький М. І.), ПСП «Нива» (Смолович А. С.), ТОВ «імені Т. Шевченко» (Супрун О. М.) тощо.

### Промисловість
В районі працювало 11 промислових підприємств авіаційної, легкої, переробної і харчової промисловості та машинобудування. Найпотужнішими є ВАТ «Вовчанський агрегатний завод», ЗАТ «Вовчанський ОЕЗ», ВАТ «Маслоробний завод», ВАТ «Вовчанський м'ясокомбінат» та інше.
Крім того, різноманітними послугами населення району забезпечують понад 200 підприємств торгівлі, громадського харчування, підприємства побутового обслуговування і 58 приватних підприємців, що надають 15 видів послуг.
У 2004 році загальний обсяг вироблених і реалізованих побутових послуг склав 2,4 млн грн. Станом на 1 січня 2005 року кількість малих підприємств склала 131, кількість приватних підприємців — 1042 особи. Частка надходжень до бюджету усіх рівнів від малого бізнесу на початок 2005 року становила 13,1 %. Транспортними послугами населення району за 38 автобусними маршрутами забезпечують приватні підприємці, а також Харківське автотранспортне підприємство АТП-16331 и АТП м. Шебекіно Бєлгородської області Російської Федерації.
Головними пріоритетами в промисловості є збереження, підтримка та розвиток вітчизняного виробництва. За останні роки промислові підприємства району стабільно працюють і постійно нарощують обсяги виробництва. Так, якщо у 2003 р. вироблено продукції на суму 286,7 млн грн., то у 2004 р. — 311,5 млн грн. у порівняних цінах. У цілому по району збільшується виробництво товарів народного споживання: у 2004 р. воно зросло на 12,7 % по відношенню до 2003 р. і склало 278,6 млн грн., із них продовольчих товарів — на суму 272,6 млн грн., непродовольчих — на суму 6,0 млн грн. Збільшення прибуткових підприємств є одним із досягнень промисловості району. Якщо в 2003 р. підприємства отримали 13,9 млн грн. прибутку, то у 2004 — понад 15 млн. За рахунок розвитку промисловості зростає чисельність працюючих. Зростає і кількість залучених інвестицій: у 2003—2004 р.р. вдалося освоїти 56,8 млн грн., що становить 121,4 % виконання програми Інвестиції. Питома вага інвестицій в основний капітал за основними видами економічної діяльності становить: сільське господарство — 32,7 %, промисловість — 28,1 %, будівництво — 39,2 %.
Розвиток промисловості відбився на зростанні середньомісячної заробітної плати по району, яка на початок 2005 року становила 417,4 грн. У порівнянні з минулим роком забезпечено її зростання на 26 %. Найвищий рівень зарплати в промисловості — 499,9 грн. та будівництві — 555,4 грн.
Основними завданнями та планами щодо соціально-економічного розвитку Вовчанського району на найближчі роки були стабілізація роботи сільськогосподарських підприємств, нарощування виробництва зернових культур, молока та м'яса. В промисловості пріоритетами були:
- доведення існуючих потужностей промислових підприємств до реальних потреб ринку;
- розвиток транспортної мережі району, створення асоціації транспортників;
- залучення інвестицій в усі сфери виробництва;
- створення нових робочих місць, зменшення безробіття;
- підвищення середньомісячної заробітної плати;
- забезпечення сталого функціонування соціальної інфраструктури на селі;
- запровадження реєстрації прав власності на землю та нерухоме майно;
- розвиток закладів освіти, культури та охорони здоров'я.

## Соціальна та гуманітарна сфери
Соціальна та гуманітарна сфери району складалися із закладів освіти, культури, охорони здоров'я та інших закладів соціальної підтримки населення. Зокрема в районі працювало 39 шкіл I—II та I—III ступенів, 11 дошкільних закладів, 2 навчальних заклади I—II рівнів акредитації (та медичне училище), а також 1 професійно-технічне училище.
У школах району здійснювалася програма комп'ютеризації закладів освіти. Станом на початок 2005 року у 17 школах встановлено комп'ютерні класи, із них в 11 школах учні мають можливість регулярно користуватися інтернетом, зокрема в гімназії № 1, ліцеї № 2, школі № 3, Білоколодязькій, Вільчанській, Юрченківській, Вовчансько-Хутірській, Старосалтівській, Революційній, Хотімлянській та Жовтневій школах.
Медичні заклади району представлені 3 дільничними лікарнями, 4 лікарняними установами та 42 ФАПами, де працюють лікарі сімейної медицини.
До закладів культури належать 32 будинки культури, в тому числі один районний, 42 бібліотеки, два музеї та 155 пам'ятників історії та культури. Крім того, в районі функціонує 2 музичних школи, 3 ДЮСШ та Будинок дитячої творчості.
У районі функціонують районна газета «Хлібороб» та районне радіомовлення, засновниками яких є Вовчанська РДА та Вовчанська районна рада. Крім того, в районі вільно приймаються всі загальнонаціональні телеканали та 3 обласних — «Фора», АТВК і «Simon».
Спортивна база району представлена 25 спортивними залами, з яких 19 належать загальноосвітнім школам, 1 — Старосалтівському ПТУ, 2 — технікуму та медичному училищу, 2 — підприємствам району та 1 — ДЮСШ. У районі обладнано 4 приміщення з тренажерним обладнанням, які зокрема належать: ПТУ — 1, технікуму — 1 та підприємствам — 2.
У цілому в районі є 6 обладнаних футбольних полів та один літній спортивний комплекс, який належить ЗАТ «Вовчанський ОЕЗ» і включає в себе: 2 футбольних поля, 2 волейбольних майданчики, 1 майданчик для пляжного волейболу, 2 стрибкові ями, сектор для штовхання ядра і бігові доріжки.
На території Вовчанського району розміщується Печенізьке водосховище, оточене сосновими та листяними лісами. На берегах водосховища розташовано більш ніж 70 баз та будинків відпочинку.
В районі зареєстровано 14 релігійних громад, із них:
- Українська православна церква — 8 (Київського патріархату — 7, Московського −1);
- Євангельські християни—баптисти — 1;
- Адвентисти сьомого дня — 1;
- Українська Греко-Католицька церква — 1;
- Християни віри євангельської «Благовість» — 1.

## Пам'ятки

### Історичні та культурні пам'ятки району
У Вовчанському районі Харківської області на обліку перебуває 107 пам'яток історії.
У 1900 році археологи поблизу Верхнього Салтова виявили велике, старовинне місто VIII – Х століття з укріпленнями і багатьма передмістями. Воно займало площу понад 120 га і мало назву «Сарада». Був виявлений також великий катакомбний могильник довжиною 2,5 км загальною площею 100 га. За досить обережними підрахунками тут налічується 40 тис. катакомб, з яких 700 розкопано. Відомий вчений Олександр Спицин писав, що дослідницькі роботи у Верхньому Салтові поклали початок новій ері у вивченні старожитностей середніх віків півдня Росії. Так було покладено початок вивченню археологічної культури, яка одержала назву Салтівської.
До історичних та культурних пам'яток району, яких налічується понад 150, належить музей-заповідник «Верхній Салтів» (Вовчанський район, с. Верхній Салтів), в якому зберігаються експонати салтівської культури. Крім того, на території району розташовано меморіал і пам'ятники героям, загиблим у роки Другої світової війни.

### Археологічні пам'ятки
У Вовчанському районі Харківської області на обліку перебуває 66 пам'яток археології.
На території сучасного міста Вовчанськ і поблизу нього знайдені пам'ятки культури давніх часів, зокрема 2 неолітичні поселення (V—IV тисячоліття до н. е.), кургани ранньобронзового віку (III тисячоліття до н. е.), поселення черняхівської ранньослов'янської культури (II—VI століття до н. е.), а також городище і 5 поселень VIII—IX століть салтівської культури із змішаним слов'яно-аланським населенням.
Поблизу села Вовчанські Хутори виявлено поселення пізнього неоліту (кінець I – початок III тисячоліття до н. е.).
Поблизу села Огірцевого виявлено неолітичне поселення (V—IV тисячотліття до н. е.).
Біля Хотімлі збереглися рештки поселення епохи бронзи (II тисячоліття до н. е.). На цьому місці виявлено також місце скіфських часів (V-ІІІ століття до н. е.) та періоду Салтівської культури (VIII—X століття н. е.)
У місті встановлені чотири пам'ятники на честь воїнів Червоної Армії, що загинули під час німецько-радянської війни. Підноситься обеліск на могилі генерал-майора Е. П. Серашова, командира 23-й гвардійської кавалерійської Уральської дивізії, що загинув в боях за Харків у березні 1943 року.

### Природні пам'ятки
- Лісове заповідне урочище місцевого значення «Пивне». Площа 142,0 га. Знаходиться на території Старосалтівського лісництва. Це унікальна ділянка південної частини лісостепу, цінний у ботанічному і зоологічному відношенні. Поєднання лісових, степових, болотних рослинних формацій, які мають велику кількість деревинно-чагарникової (приблизно 30 видів) і трав'яної (приблизно 200 видів) рослинності. Тут ростуть таки рідкі види рослин, як гіацинт блідий, астрагал, барвінок трав'янистий, сон-трава, адоніс весняний.
- Ботанічний заказник загальнодержавного значення «Вовчанський». Площа 185,0 га. Розташований на території сіл Мала Вовча, Миколаївка, Волохівка, Землянки, Нестерне, Охрімівка. Тут розташоване єдине в Україні місце зростання рідкісної рослини вовчі ягоди Софії (Daphne sophia), охороняється зникаючий переломник Козо-Полянського (Androsace koso-poljanskii).
- Ландшафтний заказник місцевого значення «Новодонівський». Площа 197,0 га. Розташований в Старосалтівському лісництві.
- Ландшафтний заказник місцевого значення «Соколята». Площа 501,0 га. Знаходиться на території Хотімлянського і Старосалтівського лісництва, біля с. Молодове. Це унікальний ландшафт, цінний у ботанічному і зоологічному відношенні, багатий деревинно-чагарниковою і трав'янистою рослинностю.
- Ландшафтний заказник місцевого значення «Сіверськодонецький». Площа 2531,0 га. Знаходиться на території Чайківського лісництва.
- Лісовий заказник місцевого значення «Великий Ліс». Площа 58,0 га. Знаходиться в Старицькому лісництві. Це ділянка цінних дубових насаджень віком 25-55 років.
- Лісовий заказник місцевого значення «Старосалтівський». Площа 347,4 га. Розташований на території селища Старий Салтів.
- Ентомологічний заказник місцевого значення «Василівський». Площа 5,5 га. Розташований в с. Іванівка на ділянці степового схилу балки, де ростуть гіацинт блідий, сон-трава, адоніс весняний, а також чагарники. Тут живуть понад 40 видів корисних комах, в тому числі одинокі бджоли, джмелі.
- Ботанічний пам'ятник природи місцевого значення «Велике». Площа 4,0 га. Знаходиться в Єфремівському лісництві. Тут єдине місце в Україні, де росте на узлісках дубових насаджень, які заросли ліщиною, калиною, глодом, занесений до Червоної Книги Союзу РСР, рідкий і цінний для науки зникаючий вид — вовчі ягоди Софії.
- Лісове заповідне урочище місцевого значення «Холодноярське». Площа 10,0 га. Знаходиться на території Старицького лісництва.

## Видатні особистості
Славу району складають такі видатні особистості, як:
- Колокольцов Василь Григорович — голова Вовчанської земської управи у 1893—1917 роках. У роки його роботи Вовчанський повіт за темпами благоустрою, розвитку освіти та культури посідав друге місце в Російській імперії після Московського;
- Білецький Спиридон Максимович — член Української Центральної Ради.
- Мірошниченко Євгенія Семенівна — співачка, народна артистка Союзу РСР, яка народилася в с. Графське Вовчанського району;
- Треньов Костянтин Андрійович — видатний радянський письменник-драматург, який народився в с. Бакшеївка Вовчанського району;
- Олесь Досвітній (Скрипаль-Міщенко) Олександр Федорович — український радянський письменник, що народився в м. Вовчанську;
- Фаворов Олексій Михайлович — член-кореспондент АН УРСР, доктор сільськогосподарських наук, професор, народився в с. Лиман Вовчанського району;
- Бабенко Василь Олексійович — вчений-археолог, який в 1900 році відкрив салтівську культуру (VII—IX ст.) Народився в м. Вовчанськ.
- Саратов Іван Юхимович — український гідротехнік, декан факультету інженерної екології міст Харківського інституту інженерів міського господарства (1991—1996), краєзнавець, голова Харківської обласної організації Національної Спілки краєзнавців України (1992—2012), заслужений працівник культури України (1995), лауреат премії Ради Міністрів СРСР (1980).

## Органи влади

### Районна рада
Вовчанська районна рада — представницький орган місцевого самоврядування району, який здійснював свої повноваження на основі Конституції та законів України, зокрема Закону «Про місцеве самоврядування в Україні». Рада формувалася шляхом прямих виборів громадян і була уповноважена вирішувати питання місцевого значення в межах компетенції, встановленої законодавством.
Повноваження районної ради включали:
- затвердження районного бюджету та контроль за його виконанням;
- управління об’єктами спільної власності територіальних громад району;
- прийняття програм соціально-економічного розвитку, охорони навколишнього середовища, культури та освіти;
- координація діяльності територіальних громад сіл, селищ і міста району.

Голову районної ради обирали депутати зі свого складу.

### Районна державна адміністрація
Вовчанська районна державна адміністрація — місцевий орган виконавчої влади, що діяв як структурна ланка Харківської обласної державної адміністрації та Кабінету Міністрів України. Вона забезпечувала реалізацію державної політики на території району в сферах економіки, бюджету, фінансів, освіти, медицини, соціального захисту, правоохоронної діяльності тощо.
Голову Вовчанської районної державної адміністрації призначав Президент України за поданням Кабінету Міністрів. РДА не була органом місцевого самоврядування, а діяла від імені держави як орган виконавчої влади.
У 2020 році в результаті адміністративної реформи Вовчанський район був ліквідований як окрема адміністративно-територіальна одиниця, а його територія увійшла до новоствореного Чугуївського району Харківської області. Відповідно, повноваження районної ради та РДА припинилися, а частину функцій передано двом новим територіальним громадам і Чугуївській районній державній адміністрації.

### Правосуддя
До моменту ліквідації Вовчанського району у 2020 році, судову владу на його території здійснював Вовчанський районний суд Харківської області. Він був основним органом правосуддя першої інстанції для розгляду цивільних, адміністративних, кримінальних та деяких інших категорій справ, що виникали в межах юрисдикції району. Вовчанський районний суд був підпорядкований апеляційній інстанції — Харківському апеляційному суду, що здійснює перегляд рішень місцевих судів області.
Територіальна юрисдикція Вовчанського районного суду зберігалася для обслуговування мешканців Вовчанської та Салтівської громад.
У 2022 році, у зв’язку з повномасштабним вторгненням Російської Федерації в Україну, вся Вовчанська громада опинилася в тимчасовій окупації. Після деокупації Вовчанська 11 вересня 2022 року, громада залишилася в умовах підвищеної небезпеки через близькість до лінії фронту, регулярні обстріли та руйнування інфраструктури.
У зв’язку з неможливістю здійснення правосуддя на території громади з 2023 року підсудність справ, що мали б розглядатися Вовчанським районним судом, було передано до Чугуївського міського суду Харківської області.